# Aeroportul Municipal Austin
Aeroportul Municipal Austin (IATA: AUM, ICAO: KAUM, FAA LID: AUM) este un aeroport din Austin⁠(d), Comitatul Mower, Minnesota, Minnesota, Statele Unite ale Americii ce deservește zona Austin⁠(d). Aeroportul a fost tranzitat în 2019 de 8 pasageri. A fost numit după zona deservită.
Situat la o altitudine de 376 m, aeroportul dispune de 1 pistă.

## Infrastructură

### Piste
Aeroportul dispune de o singură pistă. Pista 17/35 are suprafața de beton și dimensiunile 5.800 picioare × 100 picioare. 